# Malta da Silva
Amândio José Malta da Silva (Benguela, 19 de fevereiro de 1943) é um antigo futebolista que se notabilizou ao serviço do Sport Lisboa e Benfica. Actuava a defesa central ou defesa direito. Fez parte da equipa do Benfica que foi campeão invicto em 1972/1973.

## Carreira
Foi descoberto em Angola por olheiros do Sport Lisboa e Benfica, chegando ao clube encarnado em 1964. Com a chegada de Jimmy Hagan, na época de 1970/71, ganha assiduidade no onze inicial e estreia-se na Seleção Portuguesa. Após 12 temporadas no clube encarnado, foi para os Estados Unidos para jogar mais uma temporada e acabar a sua carreira. Em 1979 ocupou o lugar de treinador no Benfica de Castelo Branco, onde ficaria 2 épocas.

## Palmarés
- Campeonato Português de Futebol (5) - 1970/71, 1971/72, 1972/73, 1974/75, 1975/76
- Taça de Portugal (3) - 1968/69, 1969/70, 1971/72